# سناوين سنا (إرم)
سناوين سنا (بالفارسية: سناوین سنا) هي قرية تقع في إيران في قسم إرم الريفي. يقدر عدد سكانها بـ 190 نسمة بحسب إحصاء 2016.